# Un curioso accidente
Un curioso accidente è un'opera teatrale in tre atti di Carlo Goldoni scritta nel 1760 e portata per la prima volta sulle scene a Venezia nell'ottobre dello stesso anno, senza successo. Malgrado ciò, dopo Il servitore di due padroni e La locandiera, questa è la commedia di Goldoni che ha avuto il maggior numero di traduzioni.

## Trama
La vicenda è ambientata in Olanda, dove Monsieur Filiberto, ricco mercante olandese, ospita a casa sua Monsieur de la Cotterie, un giovane militare francese ferito in guerra.
De la Cotterie si innamora della figlia del mercante, Giannina, che ricambia il suo amore; perciò lui finge di stare ancora più male di quello che era in realtà per restare nell’alloggio del mercante e stare ancora in compagnia di Giannina. Dopo strani comportamenti, qualcosa non torna a Monsieur Filiberto, che inizia ad avere qualche sospetto riguardo al giovane e pensa che sia innamorato, rivelando alla figlia che, secondo lui, il dolore del soldato non è fisico, ma è una ferita morale. All’inizio pensa che il soldato sia innamorato di sua figlia, ma lei, non volendo rivelare la realtà, gli dice che in verità lui ama Madamigella Costanza (figlia di Riccardo) e i due non possono sposarsi in quanto il padre della fanciulla non vuole che la figlia si sposi con un uomo considerato non alla loro altezza.
Filiberto prima parla con il tenente francese e gli svela di conoscere la causa del suo dolore. De la Cotterie è convinto che Filiberto abbia scoperto l’amore tra lui e Giannina, ma scopre poi che Filiberto non conosce la verità quando gli viene confessato che questi proverà a parlare con Riccardo, padre di Costanza. A quel punto rimane confuso e minaccia di partire all’istante, ma entra Giannina che ovviamente vuole trattenerlo. I due parlano fra loro e Giannina svela la realtà al tenente, che capisce tutto e asseconda Filiberto a dialogare con Riccardo.
I due innamorati vanno poi a parlare con Madamigella Costanza, che si trovava nel mentre nella stanza di Giannina, convinta anch’essa che il tenente sia innamorato di lei. Anch’essa lo ama ed aspetta che lui si dichiari, senza ottenere riscontri positivi.
Filiberto decide di parlare con Riccardo, provando a proporre De la Cotterie come sposo di Costanza, ma, come ci si poteva aspettare, Riccardi rifiuta la proposta, dopo aver constatato che  il tenente non è allo stesso livello di sua figlia.
A questo punto Filiberto propone a De la Cotterie di sposare ugualmente Costanza contro la volontà del padre (anche per fare un dispetto a Riccardo, visto che tra i due non scorre buon sangue) e dà al tenente una somma di denaro da dare a Riccardo per ricattarlo, in caso lui lo minacciasse.
Dopo questi discorsi de la Cotterie sposerà Giannina al posto di Costanza, utilizzando le parole di Filiberto, dunque imbrogliandolo.
Come da prassi, le cameriere e i servi avevano il diritto di sposarsi solamente quando i loro padroni si fossero sposati; Marianna, cameriera di Giannina, comunica pertanto a Filiberto che, visto il matrimonio di sua figlia, anche lei aveva deciso di sposarsi con Guascogna, cameriere del tenente. All’inizio Filiberto crede che Marianna non abbia capito, in quanto lui è ancora convinto che de la Cotterie si sia sposato con Costanza, e le dà della sciocca, ma si rende poi conto della verità dopo aver letto una lettera scritta dal tenente in cui comunica a Filiberto di aver sposato sua figlia, scusandosi di averlo imbrogliato utilizzando i consigli che lui stesso gli aveva dato.
Alla fine il tenente promette che non si sarebbe sparsa la voce di questo “accidente”; inoltre i due sposi si fanno perdonare da Filiberto, che ormai non ha altra scelta che accettare il matrimonio dei due innamorati.

## Poetica
Nella prefazione all'edizione a stampa, l'autore specifica: L'argomento di questa Commedia non è che un fatto vero, verissimo, accaduto, non ha molto tempo, in una città di Olanda. Mi fu raccontato da persone degne di fede in Venezia al Caffè della Sultana, nella Piazza di S. Marco, e le persone medesime mi hanno eccitato a formarne una Comica rappresentazione. Il puro fatto, nella maniera colla quale mi venne esposto, era di tal maniera circonstanziato, che quantunque vero, parea inverisimile, e tutta la mia maggiore fatica fu di renderlo più credibile, e meno romanzesco. Tanto è vero, che si danno delle stravaganze in natura, che non sono trattabili sulla Scena, perché contrarie troppo ai caratteri conosciuti, o eccedenti nell'ordine della condotta ordinaria degli uomini.
Sotto il ben congegnato meccanismo scenico, in quest'opera affiorano aspetti centrali dell'arte goldoniana: il rapporto tra vero e verosimile, la descrizione di una nuova civiltà evoluta come quella olandese, l'inserimento di figure non tradizionali come quella del mercante e della giovane intraprendente.